# Claus Schall
Claus Nielsen Schall (født 28. april 1757 i København, død 10. august 1835 sammesteds) var en dansk violinist, dirigent og komponist.

## Liv og gerning
Faderen, Niels Pedersen Schall, var skomagersvend, men oprettede senere sin egen danseskole; moderen hed Christiane Pedersdatter f. Salling. To brødre, Andreas Schall og Peder Schall, var også musikere.

### Tidlige år
Faderen, som havde i sinde at bruge ham ved sine danseøvelser, lod ham undervise i violinspil; senere kom han på et kontor, men da dette ikke behagede ham, lod han sig på egen hånd 1772 optage som elev paa Teatrets danseskole og blev 1773 figurant. Ved sin medvirken i balletterne fik han lejlighed til at høre adskillig musik, som han med sin fortrinlige musikalske hukommelse lærte sig udenad på violinen; i øvrigt skaffede han sig sit udkomme ved om sommeren at give danseundervisning i Roskilde og Holbæk og om vinteren musikundervisning i Kjøbenhavn. En dag i 1776, da balletten "Kongen paa Jagt" skulle opføres om aftenen, meldtes repetitøren syg til prøven, og da nøglen til nodeskabet var forlagt, spillede Schall hele musikken udenad ved prøven; om aftenen, da ingen af kapellets violinister turde påtage sig anførselen, fordi de ikke nøjagtig kendte tempoerne, måtte Schall ligeledes dirigere balletten. Dette drog opmærksomheden på ham, og samme år ansattes han som repetitør.

### Begyndende komponistkarriere
I 1778 skrev Schall de fleste melodier til balletten "Bønderne og Herrerne paa Lystgaarden", hvilke Scalabrini derpå instrumenterede. Han komponerede også flere temaer med variationer for violin, på hvilket instrument han nu havde erhvervet så stor færdighed, at han kunne optræde som solospiller og 1779 fik plads i kapellet. Den 27. august samme år ægtede han skuespillerinden Catharina Margarethe Salathé (født 4. April 1755). Da Galeotti i 1780 ville komponere balletten "Kjærlighedens og Mistankens Magt", opfordrede han Schall til at skrive musikken dertil, hvilket denne også gjorde og vandt almindeligt bifald ved; men ved denne lejlighed følte Schall selv, hvor lidt han kendte til teori og kompositionslære, hvorfor han fik koncertmester Johann Hartmann til at give sig undervisning deri. Det blev dog ikke mange timer, den noget aldrende musiker kunne ofre på ham; senere fik han lidt videre vejledning af Schulz, men væsentlig uddannede han sig ved selvstudium; dybere indsigt i musikkens teori opnåede han dog aldrig, og Kuhlaus bekendte skarpe ord, at han "ikke kunde skrive 8 Takter efter hinanden uden Fejl", var ikke ganske uden berettigelse. Imidlertid blev han fra nu af den mest brugte balletkomponist og skrev musikken til en mængde balletter, navnlig af Galeotti, som "Savoyardinderne" (1781), "Vaskepigerne og Kjedelflikkeren" (1788), "Afguden paa Ceylon" (1788), "Hververen" (1788), "Annette og Lubin" (1797), "Lagertha" (1801), "Ines de Castro" (1804), "Rolf Blaaskjæg" (1808), "Macbeth" (1816) og flere andre. Musikken til disse balletter, som især skabte Schalls ry, er for længst glemt med balletterne selv; den er let og melodiøs, vistnok uden synderlig dybde, men for datiden betegnede den ved sin livlighed og sin stræben efter at karakterisere et stort fremskridt fra tidligere balletmusik. Mindre heldig var derimod Schall som syngespilkomponist. Hans første forsøg, "Claudina af Villa bella" (1787), vandt lidet bifald; senere skrev han "Kinafarerne" (1792), "Aftenen" (1795), "Domherren i Milano" (1802), "Niels Lembak" (1804) og "Alma og Elfride" (1813).

### Udlandsrejse
I 1789 opnåede Schall en rejseunderstøttelse og drog til Paris, hvor han blev bekendt med den berømte violinist Viotti; derefter besøgte han Dresden og Berlin. Han studerede flittig under rejsen og optrådte selv dels som violinist, dels som orkesterdirigent med meget bifald. Som vel anset musiker kunne han nu aspirere til en bedre stilling end den beskedne plads, han hidtil havde beklædt, og ved Hartmanns fratræden blev han 1792 ansat som koncertmester, hvorfra han i 1818 steg til musikdirektør efter Kunzens død. Her fandt han sin rette plads; han arbejdede med iver og held på at hæve Kapellet og var upåtvivlelig en betydelig orkesterdirigent.

### Skikkelse i Københavns musikliv
Også uden for teatret var han meget virksom og spillede en fremtrædende rolle i datidens musikliv. Allerede i 1780 gaves under hans anførsel den første klubkoncert i "Kongens Klub", og Schall indlagde sig ved denne lejlighed Fortjenesten af at indføre Haydns værker i den københavnske musikverden. Ellers var Mozart den komponist, han beundrede over alle, og hvis værker tidlig og silde hørtes i hans eget kjem. Foruden i "Kongens Klub", hvor han fra 1780 var "koncertmester", blev han i 1785 engageret til at overtage samme stilling i "Enighedsselskabet".
Han var medlem af "Det musikalske Akademi" og dirigerede en række år dettes koncerter; da en indre strid i det 1813 foranledigede ham til at træde ud, tabte disse koncerter deres betydning. Også af det i 1808 stiftede "Selskabet til Musikkens Udbredelse" var han medlem. I årene 1809-1813 dirigerede han de såkaldte "Amatørkoncerter", private dilettantkoncerter, som holdtes hver 14. dag. Endelig var han en ivrig kvartetspiller og gjorde fortrinlig fyldest som sådan; hans mesterlige foredrag af Mozarts og Haydns kvartetter omtales af samtidige. Hans stilling i de mange musikalske selskaber foranledigede, at man ofte søgte til ham ved festlige lejligheder. Der haves derfor adskillige kantater fra hans hånd, således kantaten i anledning af indtoget 1790, kantaterne "Fredens og Bellonæ Trætte" (1790), "P. F. Suhms Minde" (1798) og "Aaret" (1825) samt kantaten i anledning af prins Frederik Carl Christians og prinsesse Vilhelmine Maries formæling (1828). For sit instrument, violinen, komponerede han meget, koncerter for 1 eller 2 violiner, dog også for andre instrumenter som bratsch, fløjte, valdhorn m.m., og han uddannede dygtige elever, som gjorde deres lærer ære: søstersønnen P. Funck, Fr. Frøhlich og Paulli.

### Sidste år
I 1819 gjorde Schall, der i 1816 havde fået titel af professor, atter en rejse til Paris, hvor han trådte i nær berøring med den af ham beundrede Cherubini. Efter sin hjemkomst skrev han endnu musikken til en ballet, "Armida" (1821) af Dahlén. Det var hans sidste arbejde for teatret. Endnu en række år dirigerede han Kapellet, som under hans ledelse hævede sig til en første rang i Europa. Schall var efterhånden bleven en meget velstående mand, der ejede et landsted i Kongens Lyngby og havde egen ekvipage. I de sidste år svækkedes hans kræfter, i 1834 nedlagde han sin stilling, og han døde den 10. august 1835.
Hans enke, som 1794 havde fået afsked fra teatret, døde den 15. december 1838.
I årene 1789 – 95 boede han i Vingårdsstræde 21, 1796 i Store Kongensgade 57, 1797 – 1821 i Vingårdsstræde 13, 1822 – 24 i Store Strandstræde 18 og 1825 – 35 i Fredericiagade 2.

## Værker
- Bønderne og herrerne på lystgården (ballet 1778)
- Kjærlighedens og Mistankens Magt (ballet 1780)
- Savoyardinderne (ballet 1781)
- Andante Con Variattioni pour le Violin (1786)
- Claudina af Villa bella (syngespil 1787)
- Vaskepigerne og Kjedelflikkeren (ballet 1788)
- Afguden paa Ceylon (ballet 1788)
- Hververen (ballet 1788)
- Arier, Viser, Sange og andre smaa Haandstykker. 2. samling (1788)
- I Anledning af Indtoget (kantate 1790)
- Fredens og Bellonæ Trætte (kantate 1790)
- Fagotkoncert (1790)
- Kinafarerne (syngespil 1792)
- Aftenen (syngespil 1795)
- Annette og Lubin (ballet 1797)
- P.F. Suhms Minde (kantate 1798)
- Lagertha (ballet 1801)
- Domherren i Milano (syngespil 1802)
- Ines de Castro (ballet 1804)
- Niels Lembak (syngespil 1804)
- Rolf Blaaskjæg (ballet 1808)
- Romeo og Julie (ballet 1811)
- Alma og Elfride (syngespil 1813)
- Macbeth (ballet 1816)
- Armida (ballet 1821)
- Aaret (kantate 1825)
- I Anledning af Prins Frederik Carl Christians og Prinsesse Vilhelmine Maries Formæling (kantate 1828)
- XII Angloises pour deux Violons deux Flautes ou Hobois deux Cors et Basse /
- Carasel (klarinet, trompet, trombone, fagot, fløjte og pauke)
- Six solos pour le violon avec la basse continue
- Cantate opført i Kronprindsens Klub

- I alt 29 balletter (tilsammen opført ca. 1100 gange)
- adskillige balletentréer
- Divertissements
- Klaverværker
- Danse
- Violinværker
- 5 violinkoncerter
- Fløjtekoncert

## Læs også
Lars Simonsen: Claus Schall (1757-1835) som instrumentalkomponist og hans virke i Københavns musikliv (speciale, Københavns Universitet 2000. Et resumé af specialet kan ses i tidsskriftet Musik & Forskning 26, 2001, s. 146-47)